# Unique Modèle 21
Pour les articles homonymes, voir Unique.
L'Unique Modèle 21 est un pistolet automatique, variante de l'Unique Modèle 18, muni d'un chargeur plus gros. L'Unique Modèle 18 est un pistolet automatique dérivé du Ruby llama (carcasse et ergonomie) et du Browning 1910 (culasse). Fabriqué par la MAPF durant l'Entre-deux-guerres, il le premier modèle « Unique » à tirer le 9 mm court.

## Caractéristiques
- Usage : défense personnelle
- Munition : 9 mm Browning court
- Longueur : 14,5 cm
- Canon : 8,1 cm
- Masse à vide : 610 g
- Chargeur : 6 coups